# サンダー5
『メ〜テレワイド サンダー5』（メ〜テレワイド サンダーファイブ）は、2003年4月5日から同年9月27日まで名古屋テレビ（メ〜テレ）で放送された情報番組。全26回。

## 概要
土曜の朝から昼下がりまでの5時間近くにわたって放送されていた長時間生ワイド番組で、当時中部日本放送（CBC）がほぼ同じ時間帯に放送していた『晴れ♡どきドキ晴れ』への対抗番組としてスタートした。名古屋テレビが愛称を「メ〜テレ」に改めて初めて迎える改編に合わせてスタートした番組でもあった。
メ〜テレのみで放送されたローカル番組であるが、レギュラー陣には全国区のタレントを多く起用していた。数多くのトレンディドラマに主演した陣内孝則を筆頭に、TBS改編期恒例の『オールスター感謝祭』で司会を務める島崎和歌子、フリーアナウンサーの清原久美子らを迎えていた。特に陣内は、この種の生ワイド番組の司会に初挑戦という触れ込みでの起用だった。
この番組は、いくつかの内包番組を放送する合間にレギュラー陣とその日のゲストによる生トークを入れたり、視聴者から寄せられた投稿を紹介したりするという手法を取っていた。現在単独番組として放送されている『ウドちゃんの旅してゴメン』は、元々はこの番組の1コーナーとしてスタートしたものだった。また、この番組がスタートする以前の同枠放送番組群を吸収した関係から、本来はメ〜テレの製作番組ではない『ANNニュース』や『大改造!!劇的ビフォーアフター傑作選』（再放送）をも1コーナーとして放送していた。そして、最後に陣内がその日のゲストとトークをして番組を締めるというのが恒例になっていた。
番組は8月16日放送分までは以上の構成を取っていたが、8月23日放送分からは午前中のみの放送へと移行した。同日放送分は午後から第85回全国高等学校野球選手権大会決勝戦の中継があった関係で短縮されたのだが、その翌週以降も午後の放送が無い状態で放送され続けた。これについての説明は特に無く、以来11時45分からの『ANNニュース』は内包番組から外れ、12時以降も単発番組の放送枠として使われるようになった。そして、番組自体も9月27日放送分をもって打ち切られた。この番組の終了後、『ウドちゃんの旅してゴメン』は単独番組化し、主たる生ワイドパートは『メ〜テレワイド ウルたま』と題して再スタートを切ることになった。

## 放送時間の変遷
いずれもJST。
- 土曜 9:30 - 14:25 （2003年4月 - 2003年8月） - 4時間55分に及ぶ長大な放送枠でスタート。
- 土曜 9:30 - 11:45 （2003年8月 - 2003年9月） - 放送枠が2時間15分にまで縮小。

## 出演者

### 司会
- 陣内孝則
- 島崎和歌子
- 清原久美子（フリーアナウンサー）

### リポーター
- ウド鈴木（キャイ〜ン）
- 塩谷瞬
- 梨元勝
- 梨元麻里奈
- 石田未来
- 影島香代子（当時メ〜テレアナウンサー）
- 佐藤裕二（メ〜テレアナウンサー）
- 岡山裕子（当時メ〜テレアナウンサー）
- 高山香織（当時メ〜テレアナウンサー）

## 主な放送内容
AとBとプレゼンター
番組ディレクター2人が陣内を相手に女性視聴者向けの2つの情報をプレゼンテーションしていたコーナー。
激写!ナゴヤ
東海3県にある面白い物や東海3県で珍しい商売をしている人などについて調査した結果を報告していたコーナー。
一攫千金!夢の一坪ショップ
番組が大須商店街にある敷地面積1坪の店を希望者に提供し、そこで彼らが日々繰り広げる奮闘ぶりを放送していたコーナー。
名古屋セレブ
名古屋でハイソサエティな生活を送っている女性を探し出し、彼女たちの生活ぶりを密着取材していたコーナー。しかし、このコーナーはメ〜テレの放送番組審議会で受けた指摘により、放送開始からわずか1か月で打ち切られた。
エンタメサンダー
映画情報から音楽情報、ファッション情報からコスメティック商品情報まで女性視聴者向けの情報なら何でも紹介していたコーナー。
旅してゴメン
リポーターのウドが視聴者から寄せられた情報を元に東海3県各地を旅していたコーナー。内容は単独番組化以降のものとほとんど同じであり、この当時から既にスタイルは確立されていた。
エリアランキング!グルメの王子様 〜塩谷瞬＋G-プリンス〜
リポーターの塩谷が名古屋の一般男性とともに名古屋市内各地の飲食店を訪問し、エリアごとのおすすめ飲食店ランキングを付けていたコーナー。6月28日放送分まで実施。このコーナーは、同じくリポーターの岡山が食材を求めて東海3県各地を旅する「ゆうこのコレキメッ!」をサブコーナーに擁していた。
グルメの王子様
リポーターの塩谷が東海3県各地の飲食店をリポートしたり、青果店などで売られている食材を希望者宅まで届けに行ったりしていたコーナー。7月5日放送分から実施。このコーナーも上記「ゆうこのコレキメッ!」をサブコーナーに擁していた。
30's Chef
スローフードの実践を心がけている若き料理人たちと、彼らが作る料理のレシピを紹介していたコーナー。
芸能サンダー
リポーターの梨元勝・麻里奈親子が番組放送当日までに報じられた1週間分の芸能ニュースを紹介・考察していたコーナー。このコーナーでは専ら島崎が仕切る形を取り、陣内は決まって席を外していた。また、勝はスタジオ生出演をする場合もあったが、基本的には電話出演という形を取っていた。なお、梨元親子は後継番組の『ウルたま』でも引き続きリポーターを務めていた。
サンダーファイル
陣内がその日のゲストとともにトークをしていたコーナー。レギュラー陣のメンバー構成と同様に、ゲストも全国区のタレントが多く出演していた。

## 備考
現在メ〜テレのマスコットキャラクターに採用されている狼のキャラクター「ウルフィ」は、この番組の中で命名された。